# Figue (geste)
Pour les articles homonymes, voir Figue (homonymie).

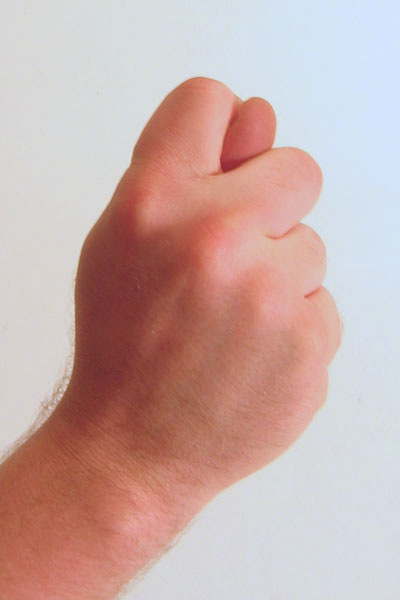
Le geste de la figue

Le signe de la figue est un geste — pouce coincé entre deux doigts — utilisé pour conjurer le mauvais œil (fonction apotropaïque), insulter quelqu'un ou refuser une demande. Geste relativement obscène utilisé au moins depuis l'âge romain en Italie et en Europe du Sud et dans certaines parties de la région méditerranéenne, il a ensuite acquis une signification de bonne chance et s'est internationalisé avec la première colonisation. Il a également été adopté par les cultures slaves, mais avec un sens différent de refus. Enfin, en Europe occidentale, son sens s'est affadi en un simple jeu pour enfant : « J'ai volé ton nez ».

## Origines

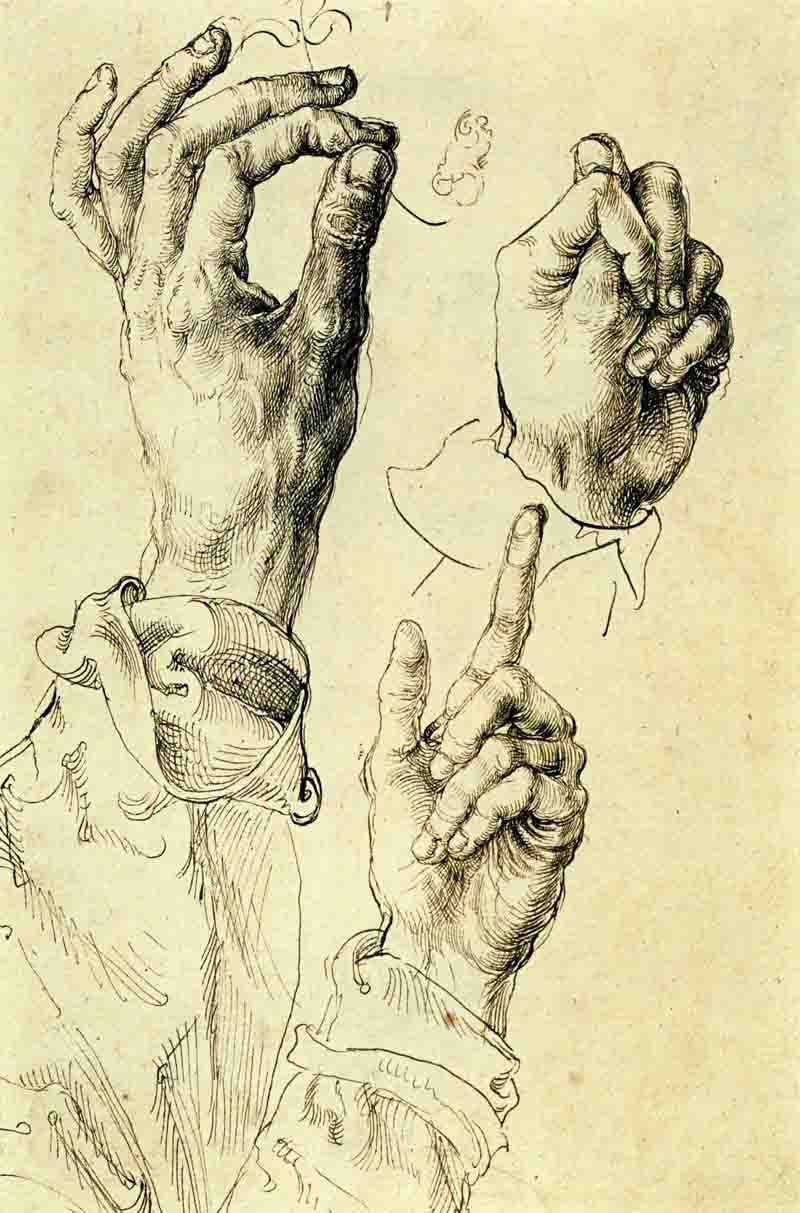
Albrecht Dürer : Studienblatt mit Händen, ca. 1494

Le geste de la main peut provenir de la culture de l'Inde ancienne et y avoir représenté le lingam et le yoni .   
Le mot sycophante vient du grec ancien συκοφάντης / sukophántēs, qui signifie « celui qui montre ou révèle des figues » ; bien qu'il n'y ait aucune explication sans équivoque sur la raison pour laquelle les sycophantes de la Grèce antique étaient ainsi appelés, une explication est que le sycophante, en faisant de fausses accusations, insulterait l'accusé d'une manière analogue à un geste de la figue. 
Dans la Rome antique, le signe de la figue, ou manu fica, est fait par le pater familias pour éloigner les mauvais esprits des morts dans le cadre du rituel de Lemuria. 
Parmi les premiers chrétiens, il était connu sous le nom de manus obscena, ou « main obscène ». *
La figue est aussi l'objet de nombreux jeux de mots et lapsus entre Français, Italiens et Corses : en effet, en italien, les mots fica et figa désignent vulgairement le sexe féminin, alors que le figuier et son fruit sont nommés fico, masculin pour l'arbre et pour le fruit, et issu directement du latin classique. 
En raison de ses origines en Europe du Sud ou en Europe latine, le geste a été importé en Amérique latine.

## Signification du geste selon les zones géographiques

### Geste obscène en Méditerranée et dans les pays côtiers d'Asie

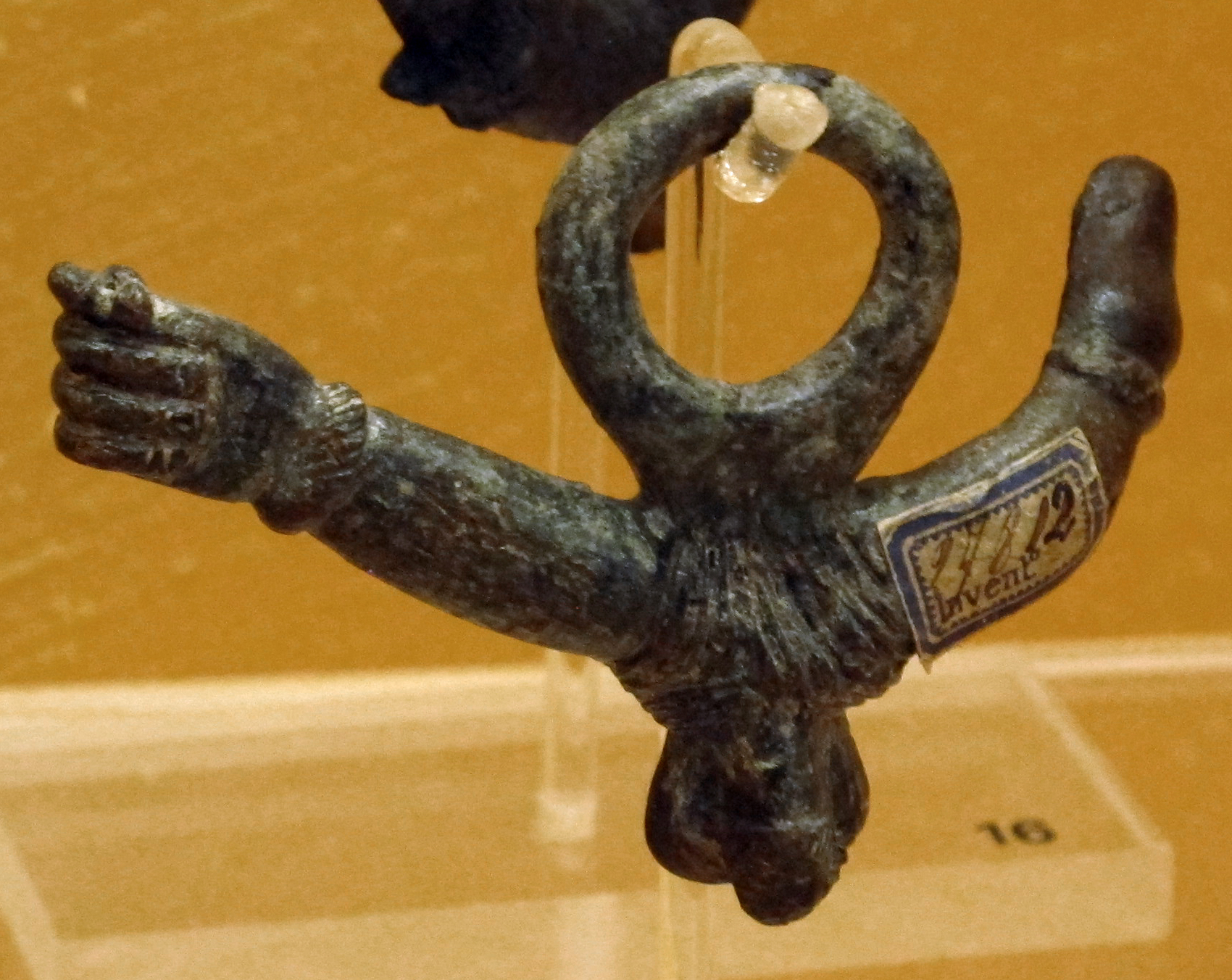
Amulette romaine avec un geste de la figue et un phallus retrouvée à Pompéi,

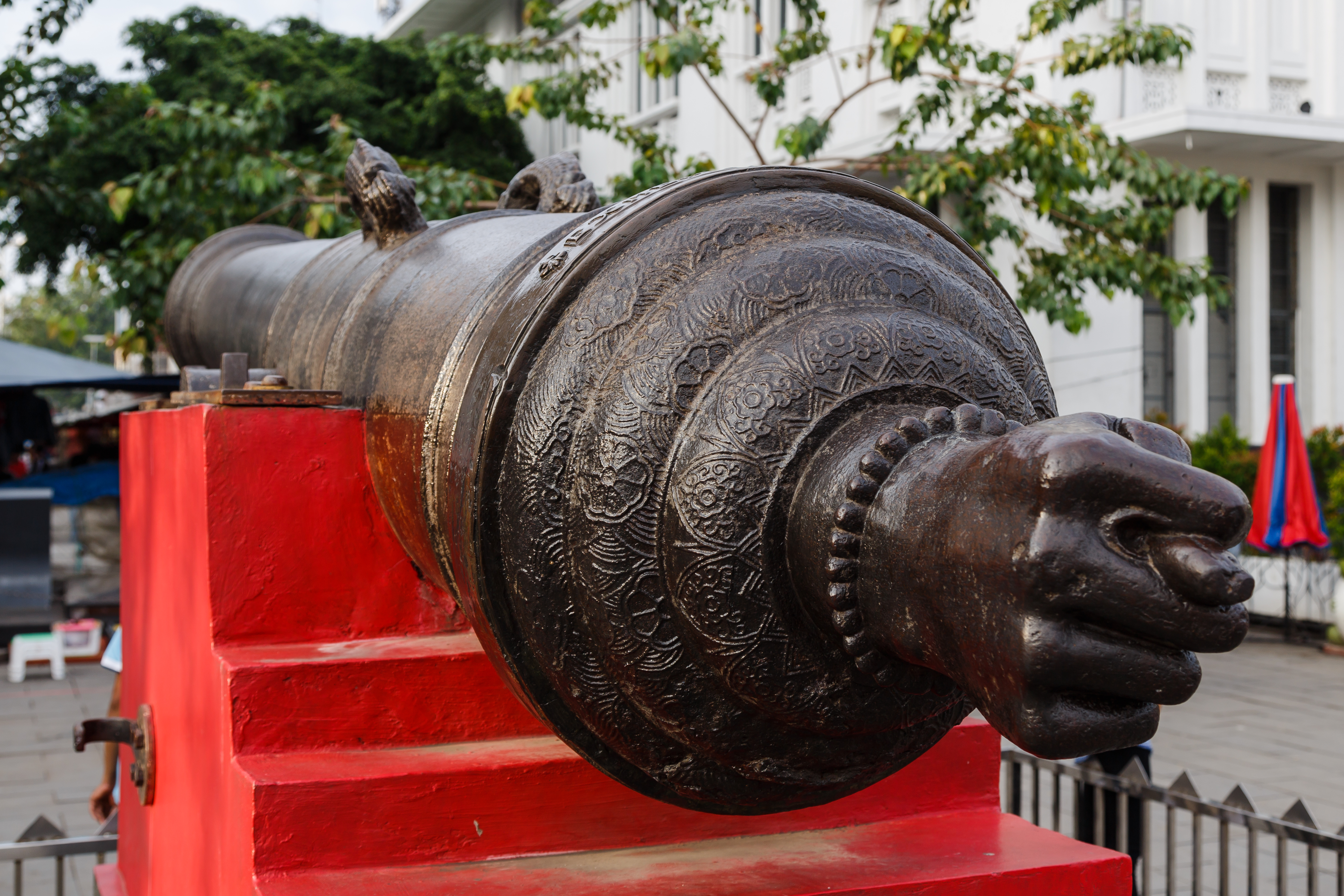
Canon portugais à Jakarta, Indonésie, signe de la mondialisation de ce geste par la colonisation

- En Italie, ce signe, connu sous le nom de mano in fico (« main dans la figue »), ou far le fiche (geste de la chatte), pour la ressemblance avec les organes génitaux féminins, était un geste courant et très grossier au cours des siècles passés, semblable au doigt d'honneur, mais est depuis longtemps tombé en désuétude[1]. Notamment, une trace de son utilisation se trouve dans la Divine Comédie de Dante (Inferno, Canto XXV[4]), et il est couramment représenté dans les peintures médiévales de l'Homme de douleurs[réf. nécessaire]. Le geste est plusieurs fois représenté dans les peintures de la Renaissance tardive et du baroque, comme l'a montré l'exposition « Les bas-fonds du Baroque » (Rome et Paris) : chez Bruegel, Simon Vouet, Godfried Schalcken, etc[5].
- En Grèce et particulièrement dans les îles Ioniennes, ce geste est encore utilisé comme alternative à la moutza. Il est connu comme un « poing-phallus » et peut être accompagné en étendant la main droite tout en serrant la main gauche sous l'aisselle de manière désobligeante.
- Au Japon, ce signe s'appelle sekkusu (セックス) et signifie « sexe ». Depuis 1989, il est tombé en désuétude[6].
- En Corée, il a un sens similaire à celui de la Turquie comme signifiant « Ici ! ». Il est souvent accompagné d'un geste dans lequel on regarde à travers ses poches comme pour y chercher quelque chose. C'est un geste également tombé en désuétude[réf. nécessaire].
- En Indonésie, il est connu comme un symbole gestuel pour les rapports sexuels. Lorsque le pouce représente les organes génitaux masculins, le majeur et l'index agissent comme les organes génitaux féminins, c'est pour reproduire la pénétration des organes génitaux masculins dans les organes génitaux féminins. Ce geste de la main est encore populaire jusqu'à aujourd'hui surtout chez les hommes[réf. nécessaire].
- En Afrique du Sud, il était autrefois connu comme l'équivalent d'un doigt d'honneur[réf. nécessaire].
- À Madagascar, le geste est une insulte faisant référence aux organes génitaux maternels.

### Geste de bonne chance dans le monde lusophone

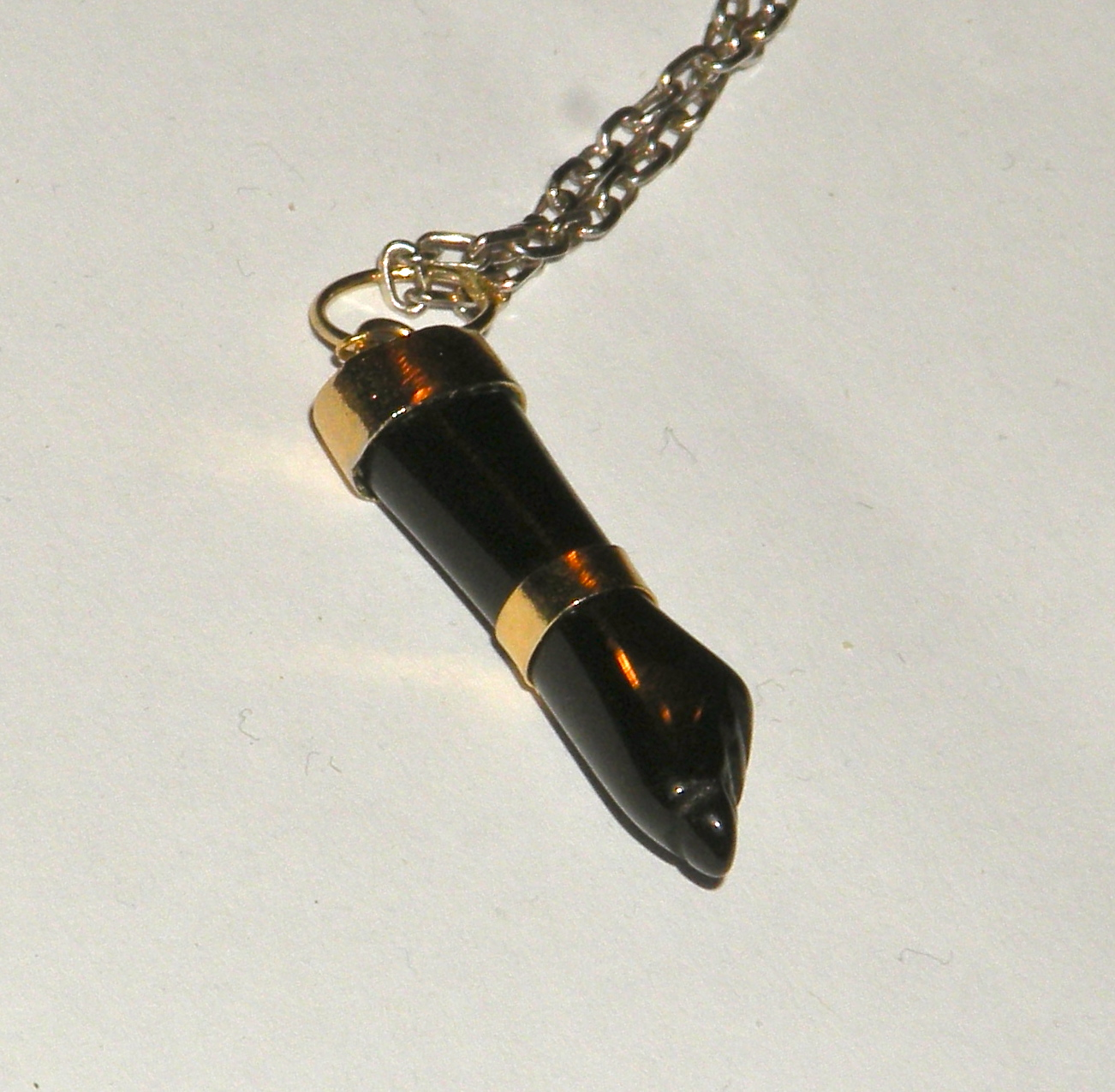
Pendentif moderne

Au Portugal et au Brésil en revanche, l'utilisation de ce geste est censée conjurer le mauvais œil, la jalousie, etc ,. Une amulette représentant une figa est  un porte-bonheur. Elle est couramment utilisée — notamment en collier — et censée protéger les nourrissons contre le « mauvais sort ». 
Cette amulette, répandue dans la Rome antique, avait été reprise dans l'Europe médiévale, notamment depuis les boutiques de pèlerins de Saint-Jacques-de-Compostelle (on parlait alors de Santiago-Fica).

### Geste de refus dans le monde slave

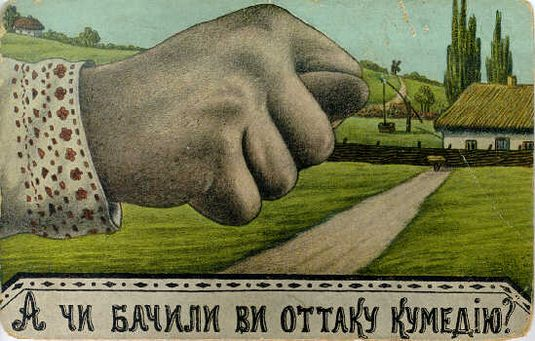
Carte postale de l'Empire russe en ukrainien : А чи бачили вы оттаку кумедию? — « Avez-vous vu une comédie pareille ? »

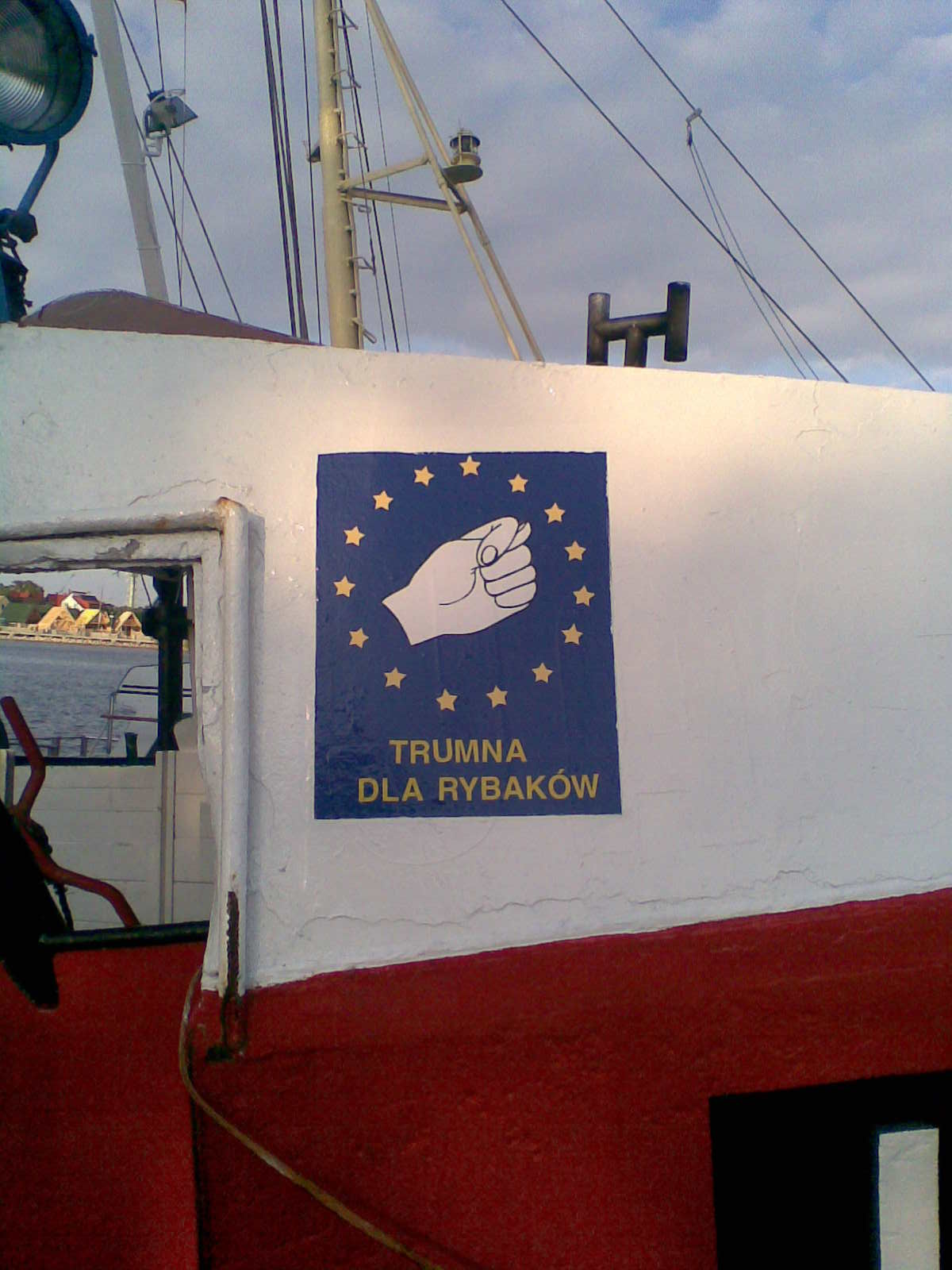
Trumna dla rybaków, symbole peint sur les navires polonais pour protester contre des restrictions de pêche de l'Union européenne

- En Russie, Ukraine et Pologne (ktoś pokazał figę), il est utilisé pour refuser une demande. En russe, le mot désignant le geste, koukich (ou chich) a un premier emploi attesté en 1695[8],[9]; le mot figa est un emprunt plus tardif au français « faire la figue »[10].
- En Lituanie, on l'appelle špyga et, en général, certains disent špyga taukuota. Comme en Russie et en Pologne, cela signifie refuser une demande et refuser de le faire. Le geste n'est pas aussi couramment utilisé maintenant, mais plus par la génération des parents nés autour des années 1950-1960 ainsi que par les générations antérieures[réf. nécessaire] .
- En Croatie et en Serbie, il est utilisé pour refuser une demande ou pour prêter un faux serment. Dans le cas du refus de la demande, on l'appelle figue (figa) mais aussi « cynorhodon » (Šipak / Шипак). Evo ti figa / Šipa k! (« voici une figue / rose musquée pour vous ! ») est une manière un peu grossière mais aussi humoristique de rejeter la demande de quelqu'un. En outre, il est également utilisé lorsque vous prêtez un faux serment ou falsifiez une affirmation pour dire la vérité. Dans ce cas, il est dit qu'une personne prête un faux serment en cachant un signe de figue dans une poche (figa u džepu).
- En Turquie, c'est un geste obscène équivalent à un doigt d'honneur, mais il est également utilisé pour montrer le désaccord lors d'une déclaration ou pour refuser une demande. Dans ce dernier sens, il est souvent accompagné du (grossier) « non ! » véhiculant la négation ou le désaccord (voir nah ), ou par l'impératif al! qui signifie « prenez-le ! », ou la combinaison des deux : nah alırsın!, ce qui signifie « vous n'obtiendrez rien ! » Ainsi, le geste est souvent appelé nah çekmek, ce qui signifie « dessiner (montrer) un nah » [11].  Il est utilisé dans un contexte similaire en Bulgarie[réf. nécessaire].

### Jeu enfantin en Europe occidentale et en Amérique du Nord

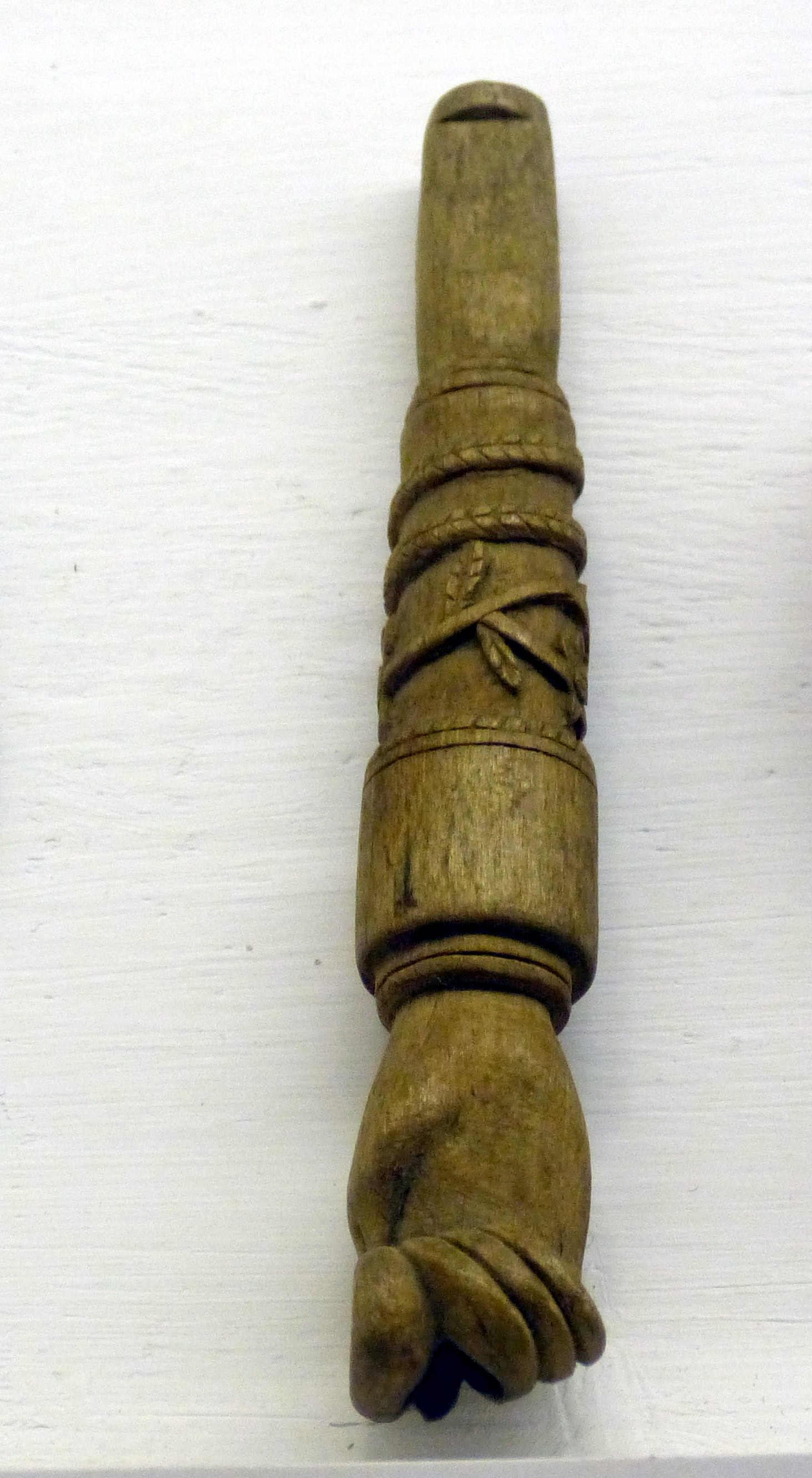
Amulette porte-chance, Schlossmuseum Freistadt (OÖ)

- Dans de nombreux pays, tels que les États-Unis, le Royaume-Uni, l'Irlande, la France, l'Espagne, le Danemark, la République tchèque, l'Argentine et l'Uruguay, ce signe n'a aucune signification obscène et est plutôt utilisé dans un jeu, « J'ai volé ton nez », où un joueur « vole » à quelqu'un d'autre son nez. Cette signification innocente peut coexister avec celle obscène, par exemple en Allemagne[réf. nécessaire] .